# سیارک ۲۵۶۶۹
سیارک ۲۵۶۶۹ (به انگلیسی: 25669 Kristinrose، نامگذاری:2000AJ95)۲۵۶۶۹مین سیارک کشف شده‌است که در ۰۴ ژانویه ۲۰۰۰ کشف شد.